# Municipio de Alfsborg
El municipio de Alfsborg (en inglés: Alfsborg Township) es un municipio ubicado en el condado de Sibley en el estado estadounidense de Minnesota. En el año 2010 tenía una población de 323 habitantes y una densidad poblacional de 3,54 personas por km².

## Geografía
El municipio de Alfsborg se encuentra ubicado en las coordenadas 44°30′10″N 94°18′6″O / 44.50278, -94.30167. Según la Oficina del Censo de los Estados Unidos, el municipio tiene una superficie total de 91.19 km², de la cual 91,02 km² corresponden a tierra firme y (0,19 %) 0,17 km² es agua.

## Demografía
Según el censo de 2010, había 323 personas residiendo en el municipio de Alfsborg. La densidad de población era de 3,54 hab./km². De los 323 habitantes, el municipio de Alfsborg estaba compuesto por el 94,74 % blancos, el 0,31 % eran asiáticos, el 1,86 % eran de otras razas y el 3,1 % eran de una mezcla de razas. Del total de la población el 1,86 % eran hispanos o latinos de cualquier raza.